# Father of Asahd
Father of Asahd è l'undicesimo album in studio del produttore discografico hip hop statunitense DJ Khaled, pubblicato nel 2019.

## Tracce
1. Holy Mountain (featuring Buju Banton, Sizzla, Mavado & 070 Shake) – 4:54
2. Wish Wish (featuring Cardi B & 21 Savage) – 3:22
3. Jealous (featuring Chris Brown, Lil Wayne & Big Sean) – 4:15
4. Just Us (featuring SZA) – 3:41
5. You Stay (featuring Meek Mill, J Balvin, Lil Baby & Jeremih) – 4:35
6. Celebrate (featuring Travis Scott & Post Malone) – 3:26
7. Higher (featuring Nipsey Hussle & John Legend) – 2:56
8. Won't Take My Soul (featuring Nas & CeeLo Green) – 4:19
9. Weather the Storm (featuring Meek Mill & Lil Baby) – 2:33
10. Big Boy Talk (featuring Jeezy & Rick Ross) – 2:45
11. Freak n You (featuring Lil Wayne & Gunna) – 3:06
12. Top Off (featuring Jay-Z, Future & Beyoncé) – 3:50
13. No Brainer (featuring Justin Bieber, Chance the Rapper & Quavo) – 4:20
14. Thank You (featuring Big Sean) – 3:06
15. Holy Ground (featuring Buju Banton) – 3:17